# Purism lingvistic
Purismul lingvistic sau protecționismul lingvistic este practica definirii sau recunoașterii unei varietăți a unei limbi ca fiind mai pură sau de o calitate intrinsec superioară celorlalte soiuri. Purismul lingvistic a fost instituționalizat prin Academiile de limbi ale Academiei de limbi (din care 1572 Accademia della Crusca constituie un exemplu model în Europa) și deciziile lor au adesea forța legii.
Este considerată o ideologie care spune că limbile ar trebui protejate de limbile „mai puternice”, fiind o idee legată de naționalism. Un bun exemplu de purism lingvistic este naționalismul din Quebec, Canada, singura regiune din țară unde se vorbește franceza, nu engleza. Guvernul Québecului a făcut mai multe încercări de a preveni dispariția francezei în America de Nord, cum ar fi transformarea în singura limbă oficială a provinciei și împiedicarea introducerii englezei pe panouri.
Islandeza este, de asemenea, un exemplu de limbă care îmbrățișează purismul lingvistic. Neologismele sunt căutate în rădăcinile propriului limbaj.
Purismul lingvistic este văzut și în Brazilia, unde există multe expresii derivate din engleza americană, precum „scanear”, „skate” și „xerox” (în cazul acestuia din urmă, înlocuirea cuvântului „fotocopie”), dar acest lucru nu va fi rezolvat atât de ușor.
În Iran, purismul lingvistic a fost adoptat de guvern în încercările de a suprima cuvintele derivate din limbi străine precum „pizza”.